# Jean-Baptiste Belin
Jean-Baptiste Belin, o Jean-Baptiste Blain de Fontenay le Père (Caen, 9 novembre 1653 – Parigi, 2 dicembre 1715), è stato un pittore francese. 

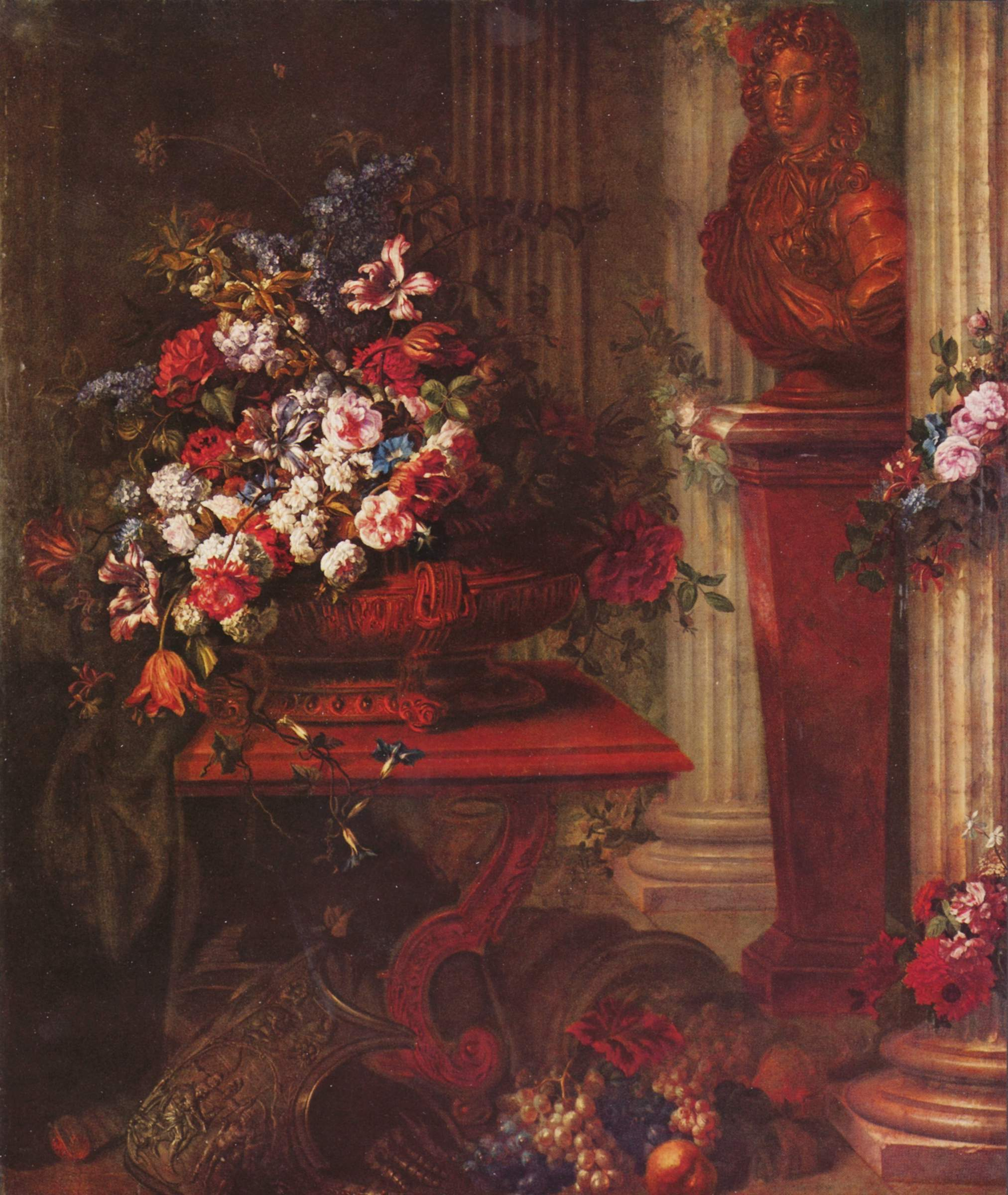
Jean-Baptiste Belin: scorcio del Busto di Luigi XIV (Museo del Louvre)

Fu particolarmente apprezzato per le sue nature morte, rappresentanti soprattutto frutta e fiori.
Il nome di Belin non venne appurato fino alla fine del XIX secolo, grazie a documenti ed a firme del pittore, in un periodo in cui i cognomi Blin o Blain o più ancora Fontenay erano molto comuni. Quanto a "Battista" e "Fontenay", furono scelti dallo stesso pittore, il primo dopo l'abiura del suo calvinismo, il secondo lo prese da un possedimento presso Caen.

## Biografia
Jean-Baptiste Belin nacque a Caen il 9 novembre 1653. Figlio di Louis Belin, Jean-Baptiste fu allievo del pittore di fiori Jean-Baptiste Monnoyer, del quale sposò la figlia Maria il 16 giugno 1687. Di fede calvinista, è possibile che la sua conversione sia stata un passo volto a facilitargli l'accoglienza all'Accademia nel 1687, alla quale si presentò con il lavoro Busto di Luigi XIV.
Grazie agli ordinativi in tutti i castelli reali e gli edifici pubblici che il suocero gli fece avere, ottenne presto il favore della corte, in particolare quello di Luigi XIV, che si tradusse in numerose commesse per i castelli di Versailles, Marly, Meudon, Compiègne e Fontainebleau.
Ebbe un appartamento gratuito al Louvre cui si aggiunse una pensione di 400 livres. Egli consegnò numerosi lavori ai Gobelins e fu molto richiesto per decorare i palazzi delle famiglie che volevano distinguersi. Inoltre dipinse numerose bordure floreali per ritratti femminili, un notevole numero dei quali si trovano nei musei. Egli decorò riccamente di fiori l'escalier de la Reine nel castello di Versailles. Una ricca scelta delle sue opere si trova anche nel Grande Trianon. Oltre alle due opere esposte nel Museo del Louvre, si trovano altre sue opere nei musei di Caen, Bayeux, Rennes, Orléans, d'Avignone, Tours e Marsiglia.